# كليفورد سكوت غرين
كليفورد سكوت غرين (بالإنجليزية: Clifford Scott Green)‏ هو محامي وكاتب سيناريو وقاضي أمريكي، ولد في 2 أبريل 1923 في فيلادلفيا في الولايات المتحدة، وتوفي بنفس المكان في 31 مايو 2007.